# Adolfo Scilingo
Adolfo Francisco Scilingo, né le 28 juillet 1946, est un militaire argentin. Il a été condamné en 2005 par la justice espagnole à la prison à vie pour crime contre l'humanité pour son rôle dans la guerre sale.
Il a notamment déclaré :
« En 1977, j'étais lieutenant de vaisseau affecté à l'ESMA. J'ai participé à deux transferts aériens de subversifs (sic). On leur annonçait qu'ils allaient être transportés dans une prison du sud du pays et que, pour éviter les maladies contagieuses, ils devaient être vaccinés. En fait, on leur injectait un anesthésique à l'Esma puis une deuxième dose dans l'avion, d'où ils étaient jetés à la mer en plein vol. Il y avait des transferts chaque mercredi. »